# تمويل محور المقاومة
يشير تمويل محور المقاومة إلى الطريقة التي يحصل بها المحور، وهو شبكة من الميليشيات والجماعات السياسية المدعومة من إيران في الشرق الأوسط، على موارده المالية. ومن خلال قوة القدس—وهي وحدة قوات خاصة تابعة للحرس الثوري الإيراني—خصصت إيران موارد كبيرة لتعزيز قدرات كل مجموعة على مدى عقود من الزمن.

## الخلفية
محور المقاومة هو شبكة من الميليشيات والجماعات السياسية المدعومة من إيران في الشرق الأوسط، تشكلت من قبل إيران من خلال توحيد وتدريب الجماعات المسلحة المخصصة لمواجهة نفوذ الولايات المتحدة إسرائيل في الشرق الأوسط. تصنف الولايات المتحدة معظم هذه المجموعات كمنظمات إرهابية. حزب الله، الذي ظهر في لبنان في أوائل الثمانينيات بدعم مباشر من إيران ويشاركها في أيديولوجيتها الإسلامية الشيعية، هو العضو الأبرز في المحور. وتشمل المجموعات البارزة الأخرى داخل التحالف حركة حماس الفلسطينية، وحركة الجهاد الإسلامي في فلسطين، وحركة الحوثي في اليمن، ومجموعات شيعية مختلفة في العراق سوريا. وكان النظام السوري هو الدولة العضو الأخرى الوحيدة باستثناء إيران، وكان يستضيف المقاتلين الذين جندتهم إيران ودربتهم.

## نظام الأسد في سوريا
كانت إيران تتطلع منذ فترة طويلة إلى ترسيخ نفوذها المهيمن في سوريا تحت حكم بشار الأسد، من خلال الاستفادة من إعادة إعمار البلاد بعد الحرب الأهلية السورية التي بدأت في عام 2011. لكن سقوط نظام الأسد كان بمثابة انتكاسة خطيرة لطموحات إيران في الشرق الأوسط. لقد كانت طهران تتطلع منذ فترة طويلة إلى ترسيخ الهيمنة. أدى هذا القانون إلى إنهاء سنوات من الاستثمار والاستراتيجية.

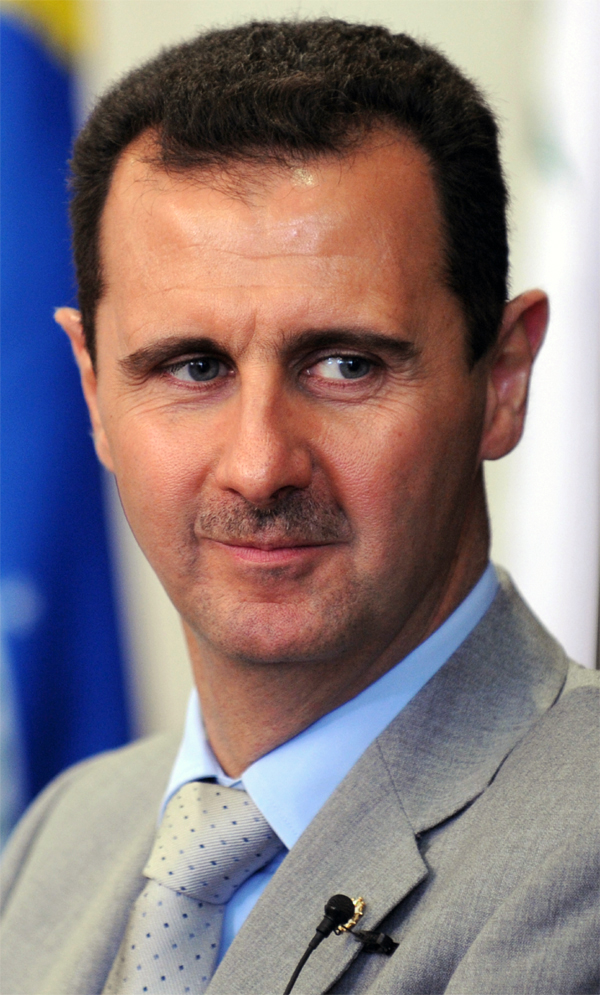
بشار الأسد، الدكتاتور السوري السابق

تميز التدخل الإيراني في سوريا باستثمارات مالية وعسكرية كبيرة. خلال الحرب الأهلية السورية، أنفقت إيران ما يقدر بنحو 50 مليار دولار لدعم نظام الأسد. وإلى جانب الدعم المالي والمادي المباشر، سعت إيران إلى ترسيخ نفوذها في سوريا من خلال سلسلة من الاتفاقيات الاقتصادية، وخاصة بعد عام 2017. وكثيراً ما أعطت هذه الاتفاقيات الأولوية للمصالح الإيرانية على حساب السيادة السورية، مما منح إيران مزايا في قطاعات رئيسية، بما في ذلك الاتصالات والزراعة والبنية التحتية. تضمنت إحدى الاتفاقيات إنشاء ميناء نفطي استراتيجي على البحر الأبيض المتوسط.
لقد كانت التكلفة المالية لتدخل إيران في سوريا هائلة. في 7 ديسمبر 2024، كشف النائب الإيراني السابق بهرام بارسائي [الإنجليزية] أن ديون سوريا لإيران تجاوزت 30 مليار دولار.

## حزب الله

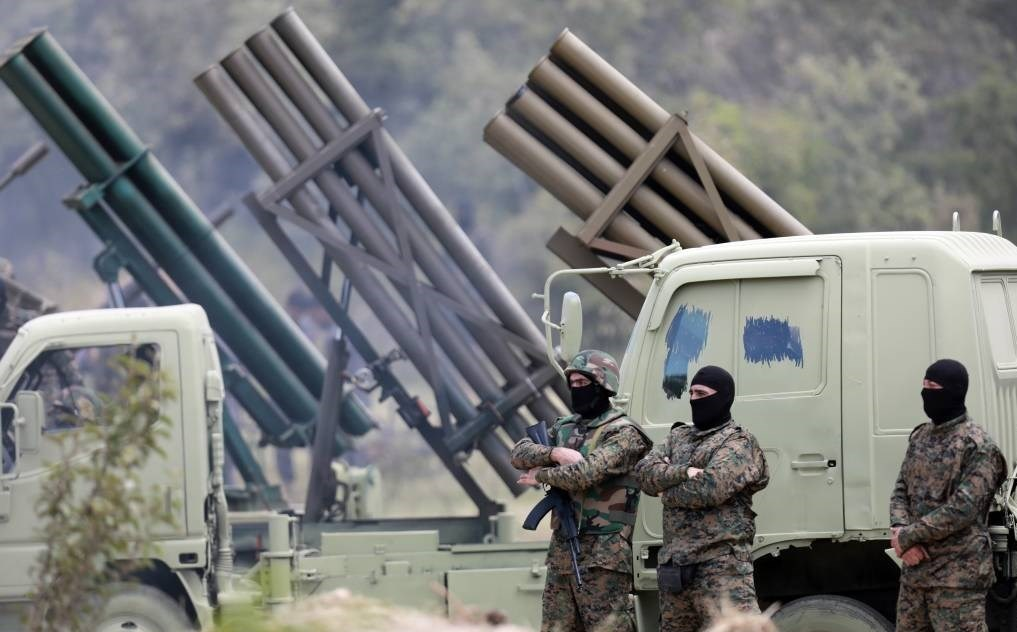
جنود حزب الله في تدريبات

حزب الله، الجماعة المسلحة والحزب السياسي الشيعي اللبناني، هو من بين المستفيدين الرئيسيين من الدعم الإيراني. وفقًا لوزارة الخارجية الأمريكية، فإن إيران هي المصدر الرئيسي لتدريب الجماعة، وتزويدها بالأسلحة، ودعمها المالي، حيث تساهم بمئات الملايين من الدولارات سنويًا للمجموعة. في عام 2018، قدر المسؤولون الأمريكيون أن إيران تحول 700 مليون دولار سنويًا.

## الحوثيون اليمنيون
وفي اليمن، تدعم إيران حركة الحوثيين، وتزودهم بالأسلحة والتدريب والمساعدات المالية. وفي حين أن أرقام التمويل الدقيقة غير معروفة، فقد فرضت وزارة الخزانة الأميركية عقوبات على شبكات متهمة بتسهيل وصول مليارات الدولارات إلى الجيش الإيراني، الذي يدعم بدوره جماعات مثل الحوثيين.

## الميليشيات العراقية
يمتد الدعم الإيراني إلى مختلف الميليشيات الشيعية في العراق، مثل كتائب حزب الله وعصائب أهل الحق. تتلقى هذه الجماعات التمويل والتدريب والأسلحة من إيران، على الرغم من عدم الكشف عن التفاصيل المالية المحددة علنًا. وقد أشارت وزارة الخارجية الأمريكية إلى قيام إيران بتزويد هذه الميليشيات بأسلحة متطورة، بما في ذلك أنظمة جوية بدون طيار.

## الجماعات الفلسطينية
كما تقدم إيران مساعدات مالية إلى المنظمات المسلحة الفلسطينية، بما في ذلك حماس والجهاد الإسلامي الفلسطيني. تاريخياً، بلغت قيمة هذا الدعم حوالي 100 مليون دولار سنوياً. ومع ذلك، تشير التقارير إلى أن إيران زادت تمويلها لحركة حماس إلى حوالي 350 مليون دولار سنويًا بحلول عام 2023.